# Parcul Național Buchenberg
Parcul Național Buchenberg este așezat în regiunea Most din Niederösterreich la granița orașului Waidhofen an der Ybbs. El este un parc relativ mic în comparație cu celelate parcuri naționale din Austria, are o taxă de intrare la țarcurile de animale sălbatice. 

## Atracții turistice
Parcul se află la poalele înălțimii Buchenberg (780 m) după care a fost numit parcul. Pe lângă pășuni mai există păduri compuse din foioase și rășinoase unde se pot vedea în locuri îngrădite animale ca râsul, viezurele, vulpea sau pisica sălbatică.